# Свободный (Липицкое сельское поселение)
Свободный — опустевший поселок в Чернском районе Тульской области в составе Липицкого сельского поселения.

## География
Находится в юго-западной части Тульской области на расстоянии приблизительно 22 км на восток-юго-восток по прямой от поселка Чернь, административного центра района.

## История
В конце 1930-х годов поселок был показан на карте как часть деревни Гудаловка.

## Население
Постоянное население не было учтено как в 2002 году, так и в 2010.